# Nanquan
Nanquan (南拳, pugilato del sud) è una classificazione geografica delle arti marziali cinesi e si riferisce a tutti gli stili che hanno avuto origine o che sono praticati a sud del Changjiang (cioè il Fiume Azzurro). Inoltre questo nome si riferisce ad un taolu di wushu moderno o sportivo codificato per riunire le tecniche dei più importanti stili del sud della Cina.
Gli stili classificati come Nanquan sono localizzati principalmente nelle province di Guangdong, Guangxi, Fujian, Hunan, Zhejiang, Yunnan, ecc.

## Guangdong Nanquan (广东南拳)
Il Nanquan del Guangdong è caratterizzato da cinque scuole maggiori (Guangdong wu daming quan) che sono: Hongjiaquan (洪家拳); Liujiaquan (刘家拳); Caijiaquan (蔡家拳); Lijiaquan (李家拳); Mojiaquan(莫家拳). Inoltre troviamo: Cailifo (蔡李佛); Hu he shuangxingquan (虎鹤双形拳); Xiajiaquan (侠家拳); Yongchunquan (永春拳); Baimeiquan (白眉拳); Nanjiquan (南极拳); Ruquan (儒拳); Fojiaquan (佛家拳); Diaojiaquan (刁家拳); Zhujiaquan (朱家拳); Yuejiaquan (岳家拳); Zhongjiaquan (钟家拳); Kunlunquan (昆仑拳); ecc. Anche lo Yanzaoquan è uno stile di pugilato del Guangdong.

## Guangxi Nanquan (广西南拳)
Il Nanquan del Guangxi contiene: Zhoujiaquan (周家拳); Tulongquan (屠龙拳); Hongmen fuhuquan (洪门伏虎拳); Xiaoceda (小策打); ecc.

## Fujian Nanquan (福建南拳)
Il Nanquan del Fujian è caratterizzato da: Wuxingquan (五形拳) dello Shaolin del sud; Wuzuquan (五祖拳); Luohanquan (罗汉拳); Meihuazhuang (梅花桩); Lianchengquan (连城家拳); Dishuquanfa (地术拳法); Yongjiafa (泳家法); Wumeiquan (五枚拳); Yuanquan (猿拳); Shiquan (狮拳); Yufa (鱼法); Jifa (鸡法); Rufa (儒法); Huquan (虎拳); Xiangdianquan (香店拳); ecc.

### Una Collana di Libri
La Casa Editrice Fujian Renmin Chubanshe 福建人民出版社 ha pubblicato una collana dal titolo Fujian Nanquan Congshu 福建南拳丛书 (Collana di libri sul Pugilato del Sud in Fujian) in cui compaiono i seguenti titoli, legati agli stili sopra descritti: Nan Shaolin Yuquan 南少林鱼拳; Huxingquan 虎形拳; Shangsheng Meihuaquan 上乘梅花拳; Fujian Dishu 福建地术; Hequan 鹤拳; Fujian Shaolinquan 福建少林拳; Nanquan Huizong 南拳汇宗(in due volumi); Nan Shaolin Wuzuquan 南少林五祖拳; Shaolin Liuhemen 少林六合门(in due volumi).

## Hunan Nanquan (湖南南拳)
Il Nanquan dell'Hunan possiede 4 scuole maggiori (Hunan si da liupai, 湖南四大流派): Wujiaquan (巫家拳); Hongjiaquan (洪家拳); Bijiajiao (薜家教); Yuejiajiao (岳家教); ecc.

## Hubei Nanquan (湖北南拳)
Il Nanquan dell'Hubei contiene cinque scuole maggiori (Hubei wu da pai, 湖北五大派): Hongmenquan (洪门拳); Kongmenquan (孔门拳); Yuemenquan (岳门拳); Yumenquan (鱼门拳); Sunmenquan (孙门拳). Oltre queste vi sono: Wujiayi (巫家艺); Naimen (奈门); Fomen (佛门); Yinxianmen (隐仙门); Shuihumen (水浒门); Zhengmen (蒸门); Yanmen (严门); Xiongmen (熊门); ecc.

## Sichuan Nanquan (四川南拳)
Il Nanquan del Sichuan si compone di 8 grandi scuole (Sichuan ba da liupai, 四川八大流派): 
Sengmen (僧门); Yuemen (岳门); Zhaomen (赵门); Dumen (杜门); Hongmen (洪门); Huamen (化门); Zimen (字门); Huimen (会门).

## Hung Fut
Hung Fut ( cinese :洪佛; pinyin : hóng fó ) è uno stile meridionale dell'arte marziale cinese , sviluppato per la prima volta all'inizio del 1800 da Lei Jou Fun, noto anche come monaco buddista Shaolin Wun Lei李祖寬ed è un sistema ampiamente praticato Oggi.
Hung Fut è considerato un sistema ibrido. Le sue filosofie sono una miscela di due sistemi di arti marziali: lo stile potente, esterno e duro di Hung Kuen con lo stile fluido, morbido e interno di Fut Jeong (palmo del Buddha). Hung Fut è un metodo di combattimento che utilizza l'economia di movimento per raggiungere l'efficienza. Le sue strategie sono cercare di gettare l'avversario in una posizione scomoda che rende difficile la difesa e improbabile il contrattacco. Non è necessario mantenere il contatto con un avversario, poiché il sistema utilizza movimenti intercambiabili e flessibili.
Il sistema include dieci stili di animali (serpente , tigre , leopardo , leone , aquila , gru , scimmia , elefante , cavallo e drago) così come una forma "8 Immortale Ubriaco" (basata sui tratti della personalità delle 8 divinità celesti del cinese religione tradizionale), una forma "4 Afflizioni/Storpi" (un'imitazione ingannevole di uno che è storpio) e una forma mancina (basata sulla leggenda di un famoso generale che combatte tenendo in braccio il figlio neonato di un imperatore cinese).
La forma della mano sinistra è praticata come una forma con una sola mano con la destra tenuta dietro la schiena, all'altezza della vita. La forma è diventata in qualche modo una sensazione di Internet su Youtube quando sezioni esplosive, potenti e fulminee sono state catturate in vari eventi come eseguito dal Gran Maestro Yim Tai Loi di ottava generazione che, in quanto figlio adottivo del Gran Maestro di settima generazione Hung Yu Chung, è il erede del lignaggio Hung Fut. Come da comunicazione orale del Gran Maestro Hung Kam Pui, la forma a mano singola (Duhk Bei Kyuhn) è stata sviluppata da Hung Jiu Sing per uno dei suoi studenti, che aveva solo un braccio. C'è anche una forma di spada che viene praticata allo stesso modo. Questo è lo stile che Donnie Yen ha usato nel suo film, Dragon, dopo averlo appreso da Hung Kam Pui.

## Li Gar
Il Li Gar è uno dei cinque stili familiari delle arti marziali della Cina meridionale .
Il Li Gar è originariao di Lanzhou , nella provincia cinese di Gansu . La leggenda narra che prima dello sviluppo del Wuxingquan (pugno a 5 forme) da parte di Li Sou, avesse appreso varie tecniche di palmo che gli erano state trasmesse da un altro membro della famiglia Li. Queste tecniche erano chiamate Divine Immortal Palms e consistevano in Iron Bone Shattering Palm, Vibrating Palm, Cotton Palm, Burning Palm, Spiraling Palm e Internal Iron Palm , che furono insegnate alla famiglia Li da un taoista immortale e altri eremiti itineranti da i monti Wudang ed Emei .
Lo stile della famiglia Li è una fusione del pugno del sud stabile e duro e dell'agilità rapida della scuola del nord. Lo stile è famoso soprattutto per le abilità dei colpi con le gambe.

## Baoquan
È stato presumibilmente creato da Jue Yuan con l'aiuto di Bai Yufeng e Li Sou.
L'enfasi dello stile del leopardo sono la velocità e l'attacco angolare. Il leopardo non è sopraffatto né fa affidamento sulla forza, come fa la tigre , ma si affida invece alla velocità e supera in astuzia il suo avversario. La forza dello stile deriva dalla sua velocità aggressiva.
Il praticante leopardo si concentrerà su gomiti, ginocchia, calci bassi e pugni leopardo. Leopard kung fu è uno stile "colpisci, danneggia e fuggi" progettato per superare forze superiori con risorse inferiori. I contrattacchi sono improvvisi, indiretti e brevi, con l'obiettivo di mettere a segno una tecnica debilitante.
Gli obiettivi primari durante l'apprendimento dello stile Leopardo sono: 
1) Sviluppare la velocità dei propri muscoli per la forza esterna.2) Insegnare la pazienza per attaccare quando il momento lo richiede.3) Usare il pugno di leopardo per la penetrazione.4) E allenando la parte inferiore del corpo per una maggiore potenza di molleggio.
Lo stile del leopardo è stato fondato sull'osservazione dei creatori dei movimenti del leopardo in natura, e quindi i praticanti dello stile imitano questi movimenti. Lo stile leopardo è orientato all'uso di una o tre combinazioni di tecniche che causano molti danni, disorientando o addirittura accecando l'attaccante. Il blocco è sprecato in Leopard: lo stile può essere riassunto al meglio con la frase: "Perché bloccare quando puoi colpire?". Non si basa su posizioni radicate e assumerebbe una posizione solo durante l'attacco per lanciarsi contro l'avversario. La strategia mordi e fuggi dello stile leopardo, qualcosa di particolarmente efficace contro avversari più grandi, è unica per l'animale.
L'arma principale è il pugno di leopardo , che può essere paragonato a un pugno semiaperto. La superficie d'urto primaria è la cresta formata piegando le dita alla prima articolazione falangea; la superficie d'urto secondaria è il palmo della mano. Alcuni dei colpi più noti includono il " Phoenix Eye ", un pugno ai punti di pressione vicino all'occhio e alla tempia fatto usando solo la nocca dell'indice mentre il resto delle dita è tenuto in una consueta forma a pugno. Il pugno di leopardo può anche essere modificato sollevando leggermente le dita per formare un artiglio, il " Leopard Claw " può essere usato per rastrellare, tagliare e squarciare il viso e la gola di un assalitore.
Si pensa che lo stile leopardato sia un punto intermedio tra gli stili Tiger e Crane, in quanto si concentra su forza e altezza.
Una tecnica interessante del leopardo è la capacità di bloccare e colpire contemporaneamente l'avversario. Questo non è comunemente usato nelle arti marziali più dure (come gli altri stili Shaolin , per esempio). La pura velocità del leopardo è una caratteristica distintiva dello stile.

## Mantis Kung Fu

### Nan Pai Tanglang
La Mantide Religiosa del Sud ( cinese :南派螳螂) è un'arte marziale cinese originaria del popolo Hakka . È strettamente associato agli stili di origine Hakka come il Southern Dragon Kung Fu e il Bak Mei .
Nonostante il nome, lo stile della Mantide Religiosa del Sud non è correlato allo stile della Mantide Religiosa del Nord .
La Mantide Religiosa del Sud pone una forte enfasi sui combattimenti a distanza ravvicinata. Questo sistema è noto per i suoi metodi di potenza breve e presenta aspetti di tecniche sia interne che esterne . Nell'applicazione, l'enfasi è sulle tecniche delle mani e delle braccia e su un uso limitato dei calci bassi. L'applicazione di metodi di combattimento ravvicinato con un'enfasi sulle mani e su tecniche di calci brevi rende l'arte della Mantide Religiosa del Sud in qualche modo simile a quello che molti chiamerebbero "combattimento di strada". Le mani sono le più facilmente disponibili per attaccare e difendere la parte superiore del corpo e proteggono lo stilista impiegando tecniche spietate progettate per infliggere gravi lesioni. Le gambe vengono spostate rapidamente a portata di mano attraverso il gioco di gambe per proteggere e difendere il corpo, e i calci vengono mantenuti bassi, corti e rapidi in modo da non lasciare mai il combattente della Mantide del Sud fuori equilibrio e vulnerabile.

### Tong Long
La Mantide Religiosa Settentrionale (cinese :螳螂拳; pinyin : tánglángquán ; lett. "pugno della mantide religiosa") è uno stile di arti marziali cinesi , a volte chiamato Mantide Religiosa dello Shandong dalla sua provincia di origine . È stato creato da Wang Lang (王朗) e prende il nome dalla mantide religiosa , un insetto, la cui aggressività ha ispirato lo stile. Una leggenda di Mantis colloca la creazione dello stile durante la dinastia Song , quando Wang Lang era presumibilmente uno dei 18 maestri riuniti dall'abate Fu Ju (福居), un personaggio leggendario dello storico abate Fu Yu.
Il suo stile di combattimento prevede l'uso di movimenti simili a fruste/circolari per deviare gli attacchi diretti, a cui fanno seguito attacchi precisi ai punti vitali dell'avversario. Questi tratti sono stati riassunti nello stile della Mantide Religiosa del Nord, sotto la rubrica "rimuovere qualcosa" (bloccare per creare uno spazio vuoto) e "aggiungere qualcosa" (attacco rapido).
Una delle caratteristiche più distintive della mantide religiosa settentrionale è il "gancio della mantide religiosa" (螳螂勾; pinyin: tángláng gōu): un uncino formato da una a tre dita che dirige la forza come una frusta. Il gancio può essere utilizzato per deviare la forza (blocco), aderire all'arto di un avversario o attaccare punti critici (occhi o punti di agopuntura). Queste tecniche sono particolarmente utili in combinazione, ad esempio utilizzando la forza impartita da un blocco per potenziare un attacco. Quindi, se il nemico colpisce con la mano destra, un praticante della Mantide Religiosa del Nord potrebbe agganciare verso l'esterno con la mano sinistra (spostando il corpo a sinistra) e usare la forza di rotazione per attaccare il collo del nemico con un gancio destro. In alternativa, potrebbe deviare verso il basso con il gancio sinistro e rimbalzare con il moncone del polso sinistro verso mascella/naso/gola. Anche il "gancio della mantide religiosa" fa parte di alcune delle posizioni di guardia tipiche distintive dello stile.
La Mantide Religiosa settentrionale è nota soprattutto per la sua velocità e i suoi attacchi continui. Vengono enfatizzate in particolare le tecniche polso/braccio, nonché i colpi con ginocchia e gomiti. Un'altra caratteristica importante dello stile è il suo complesso gioco di gambe, preso in prestito dal Monkey Kung Fu .
Il nucleo del sistema Mantis è costituito dalle seguenti forme: Beng Bu, Luan Jie, Fen Shen Ba Zhou, Zhai Yao e Fan Che.
Secondo gli scritti di Liang Xue Xiang, le forme originali del sistema, tramandate da Wang Lang, erano Luan Jie, Fen Shen Ba Zhou e Mi Shou (mani segrete, non una forma ma movimenti solisti). Altri hanno affermato che Beng Bu, Luan Jie e Fen Shou Ba Zhou sono gli originali. Zhai Yao è stato creato più tardi ed è una raccolta delle tecniche e delle combinazioni più importanti del sistema.

## Fu Jow Pai
Fu Jow Pai ( cinese :虎爪派, cantonese Jyutping : Fu2 Zaau2 Pai3 , mandarino pinyin : Hǔ Zhăo Pài , letteralmente "Scuola dell'artiglio della tigre", anche "Sistema dell'artiglio della tigre" o "Stile dell'artiglio della tigre"), originariamente chiamato "Hark Fu Moon" ( cinese :黑虎門, cantonese Jyutping : Hak1 Fu2 Mun4 , mandarino pinyin : Hēihǔmén , letteralmente "Scuola della Tigre Nera", anche "Sistema della Tigre Nera") è un'arte marziale cineseche ha le sue origini nel tempio di Hoy Hong dalle tecniche della tigre del Kung Fu dei cinque animali, Ng Ying Kungfu (cinese: 五形功夫). Il sistema "è stato modellato sul comportamento e sulla strategia di combattimento di una tigre che attacca. Le tecniche uniche di Fu-Jow Pai sono le applicazioni che strappano, lacerano, artigliano e afferrano".

## La classificazione
Qualcuno ha voluto trovare delle caratteristiche comuni agli stili provenienti dal Sud in opposizione a quelli provenienti dal Nord. Naturalmente, trattandosi di una generalizzazione, le caratteristiche generali non si adattano sempre a tutti gli stili di una determinata categoria. In particolare, riguardo al Nanquan, si dice che per gli stili del sud è essenziale tenere una posizione solida e rimanere sempre in equilibrio. Ciò probabilmente deriva dall'abitudine a combattere sulle barche e sul terreno fangoso e scivoloso delle zone paludose della Cina meridionale, fatto che ha condotto a uno sviluppo eccezionale dell'uso delle mani e delle braccia.
Questa è un'ottima sintesi di un ragionamento che spesso ritroviamo a giustificazione delle peculiarità degli Stili del Sud nei confronti di quelli del Nord.
A livello linguistico segnaliamo che questa categoria geografica può essere anche definita Nanpai (南派, Scuola del Sud).
- Vedi Nanquan Beitui

## Il Nanquan del Wushu da Competizione
Nell'ambito del Wushu Moderno nel 1960 è stata codificata una sequenza chiamata Nanquan che deriva dagli stili del Sud della Cina, prevalentemente da stili famigliari dell'area di Canton quali Hongjiaquan, Lijiaquan, Mojiaquan e Caijiaquan ed anche da stili quali lo Yongchunquan ed il Cailifo. Questa sequenza alterna movimenti atletici a contrazioni muscolari, privilegiando sempre l'ancoramento al terreno e dando un'idea di forza. Ai movimenti sono coordinate delle emissioni vocali dette Fasheng  (發聲T, 发声S,  fāshēng P,  Fa Sheng W, lett. "emettere un suono"). Ci sono sei tipi di suoni: Xi 嘻,He 喝, Hua 哗, Na 嗱,Nong 哝, Yi 嗌.. La forma è divisa in tre parti.
Movimento di mani caratteristico di questa forma è il Guagaiquan  (掛蓋拳T, 挂盖拳S,  guàgàiquánP,  Kua Kai Ch'uan W, lett. "pugno che scende proteggendo"), che è un pugno discendente, reso in cantonese Gwa Kup Kuen, solitamente seguito dal Paoquan  (抛拳T, 抛拳S,  pāoquánP,  P'ao Ch'uan W, lett. "pugno lanciato"), reso in cantonese Pow Kuen.

### Atteggiamento delle Mani del Nanquan
Gli atteggiamenti delle Mani (Shouxing 手型) della forma da competizione del Nanquan sono caratteristici. Questo ne è un elenco dedotto da alcuni testi che descrivono tale sequenza:
| IDEOGRAMMI | Nome in Pinyin | Nome in italiano          |
| ---------- | -------------- | ------------------------- |
| 1平拳      | Pingquan       | Pugno piatto              |
| 2柳叶掌    | Liuhezhang     | Palmo a foglia di salice  |
| 3虎爪      | Huzhao         | Artiglio di tigre         |
| 4鹰爪      | Yingzhao       | Artiglio dell'aquila      |
| 5鹤嘴手    | Hezuishou      | Mano a becco di gru       |
| 6单指      | Danzhi         | Un dito                   |
| 7风眼拳    | Fengyanquan    | Pugno ad occhio di fenice |
| 8羌子拳    | Qiangziquan    | Pugno dei figli di Qiang  |
| 9八字掌    | Bazizhang      | Palmo dell'ideogramma Ba  |
| 10飞鹤勾   | Feihegou       | Uncino della gru volante  |
| 11鹤顶手   | Hedingshou     | Mano a punta della gru    |
| 12龙爪     | Longzhao       | Artiglio di drago         |
| 13双指     | Shuangzhi      | Due dita                  |

### I Passi del Nanquan
Le Tipologie di Passi (Buxing 步型) che caratterizzano il Nanquan, quale forma o categoria da competizione, sono a volte comuni ed a volte riscontrabili solo negli stili del sud.
Questo un elenco dedotto da alcuni testi su di questo argomento:
| IDEOGRAMMI  | Nome in Pinyin | Nome in italiano                                            |
| ----------- | -------------- | ----------------------------------------------------------- |
| 1马步       | Mabu           | passo del cavaliere o del cavallo                           |
| 2弓步       | Gongbu         | passo ad arco                                               |
| 3仆步       | Pubu           | passo che cade                                              |
| 4虚步       | Xubu           | passo vuoto                                                 |
| 5歇步       | Xiebu          | passo del riposare                                          |
| 6半马步     | Banmabu        | posizione del mezzo cavaliere                               |
| 7提膝独立步 | Tixi Dulibu    | sollevare un ginocchio con passo in equilibrio su una gamba |
| 8丁步       | Dingbu         | passo dell'ideogramma “ding”                                |
| 9骑龙步     | Qilongbu       | passo che cavalca il drago                                  |
| 10跪步      | Guibu          | passo in ginocchio                                          |
| 11单蝶步    | Dandiebu       | passo di una sola farfalla                                  |
| 12二字马步  | Erzi Mabu      | passo del cavaliere e dei due ideogrammi                    |
| 13拐步      | Guaibu         | passo in torsione                                           |
| 14横档步    | Hengdangbu     | passo trasversale                                           |
| 15插步      | Chabu          | passo inserito                                              |
| 16盖步      | Gaibu          | passo coperto                                               |

### Il Tuifa del Nanquan
Queste le tecniche di gambe (Tuifa) della forma da competizione del Nanquan:
| IDEOGRAMMI        | Nome in Pinyin           | Nome in italiano                                       |
| ----------------- | ------------------------ | ------------------------------------------------------ |
| 1前钉腿           | Qiandingtui              | Gamba che inchioda frontalmente                        |
| 2横钉腿           | Hengdingtui              | Gamba che inchioda lateralmente                        |
| 3虎尾腿           | Huweitui                 | Gamba a coda di tigre                                  |
| 4里合腿/骗马      | Lihetui / Pianma         | Gamba che chiude internamente o “Ingannare il Cavallo” |
| 5铲腿             | Chantui                  | Gamba a Vanga                                          |
| 6弹腿             | Tantui                   | Gamba lanciata                                         |
| 7蹬腿             | Dengtui                  | Gamba che calpesta                                     |
| 8侧踹腿           | Cechuaitui               | Gamba che stampa di lato                               |
| 9高侧踹腿         | Gao Cechuaitui           | Gamba che stampa di lato in alto                       |
| 10扫腿            | Saotui                   | Gamba che spazza                                       |
| 11踩腿 / 前踩腿   | Caitui / Qiancaitui      | Gamba che calpesta o Gamba che calpesta frontalmente   |
| 12横踩脚 / 横踩腿 | Hengcaijiao / Hengcaitui | Piede che calpesta o Gamba che calpesta frontalmente   |
| 13勾踢            | Gouti                    | Gamba che incrocia                                     |

### I Tiaoyue del Nanquan
Il libro Nanquan Quanshu cita anche due Tecniche in Salto (Tiaoyue, 跳跃) che non compaiono in nessun altro testo citato, tra i fondamentali del Nanquan:
- Passo Saltato (跳躍步T, 跳跃步S, tiàoyuèbù P, T'iao Yueh PuW);
- Gamba che turbina vorticosamente librandosi nell'aria (旋風腿T, 旋风腿S, xuánfēngtuǐP, Hsuan Feng T'uiW).

Ciò conferma l'idea, almeno per questo esercizio, che nel Nanquan vi siano poche tecniche saltate.

### Le Tecniche Ponte del Nanquan
Tra i metodi fondamentali del Nanquan da competizione troviamo i Qiaofa 桥法. Le Tecniche Ponte sono caratteristiche delle Scuole di Pugilato del Guangxi e del Guangdong, il Nanquan del Fujian possiede Zhi Erren Xiang Chu 指二人臂相触 (Le dita di due uomini si toccano scambievolmente le braccia) che può essere equiparata alle Tecniche Ponte. Nelle altre regioni si trovano raramente queste tecniche. Nel libro Qing Shaonian Wushu Congshu Nanquan con il termine Qiao (桥, ponte) si indica chiaramente l'avambraccio.
Esse sono state inserite nelle Regole da Competizione del Wushu (Wushu Jingsai Guize, 武术竞赛规则) e quindi inserite nel Nanquan da gara. Tali fondamentali sono dei metodi di utilizzo della forza che viene comunicata alle braccia attraverso i movimenti di tutto il corpo. Il libro
Nanquan Rumen Yu Tigao ne riporta un elenco legato al Nanquan da competizione:
| IDEOGRAMMI | Nome in Pinyin | Nome in italiano      |
| ---------- | -------------- | --------------------- |
| 1圈桥      | Juanqiao       | Ponte circolare       |
| 2缠桥      | Chanqiao       | Ponte che avvolge     |
| 3盘桥      | Panqiao        | Ponte Piatto          |
| 4沉桥      | Chenqiao       | Ponte che affonda     |
| 5劈桥      | Piqiao         | Ponte che Spacca      |
| 6攻桥      | Gongqiao       | Ponte dell'assalto    |
| 7膀桥      | Bangqiao       | Ponte delle spalle    |
| 8截桥      | Jieqiao        | Ponte che taglia      |
| 9架桥      | Jiaqiao        | Ponte della struttura |
| 10穿桥     | Chuanqiao      | Ponte che penetra     |